# بي. آر. والاس
بي. آر. والاس (بالإنجليزية: P. R. Wallace)‏ (و. 1915 – 2006 م) هو فيزيائي كندي، ولد في تورونتو، شارك في مشروع مانهاتن، توفي في فكتوريا ، كولومبيا البريطانية، عن عمر يناهز 91 عاماً.

## التعليم
تعلم في جامعة تورنتو.

## جوائز
حصل على جوائز منها:
- زمالة الجمعية الملكية الكندية.